# Rachael Finch
Rachael Finch (Townsville, 8 luglio 1988) è una modella australiana, di origini ucraine, incoronata Miss Australia il 22 aprile 2009 e rappresentante dell'Australia a Miss Universo 2009, concorso svoltosi nelle Bahamas il 23 agosto 2009, dove si è classificata al quarto posto.
In seguito Rachael Finch ha partecipato come concorrente alla trasmissione televisiva australiana Celebrity MasterChef Australia (2009), dove si è classificata al terzo posto, ed a Dancing with the Stars (2010), dove è stata eliminata nel corso della sesta puntata.